# Chrīstos Zoupas
Chrīstos Zoupas (in greco Χρήστος Ζούπας?; Dafni, 26 novembre 1944) è un ex cestista greco.

## Carriera
Con la Grecia ha disputato due edizioni dei Campionati europei (1967, 1969).

## Palmarès

### Giocatore
- Campionato greco: 5

AEK Atene: 1963-64, 1964-65, 1965-66, 1967-68, 1969-70
- Coppa delle Coppe: 1

AEK Atene: 1967-68